# Tytus Labienus
Tytus Labienus, Titus Attius Labienus (ur. ok. 99 p.n.e., zm. 17 marca 45 p.n.e.) — rzymski dowódca i polityk, pochodzący z rodziny ekwickiej mającej swe majątki w okolicach Cingulum (obecnie Cingoli) w Etrurii.
W latach 78—74 p.n.e. służył jako trybun wojskowy w Cylicji. W roku 63 p.n.e. pełnił urząd trybuna ludowego współdziałając z Gajuszem Juliuszem Cezarem. W latach 58—51 p.n.e. służył w armii Cezara jako legat, biorąc udział w walkach na terenie Galii. Odznaczył się jako wybitny dowódca: w roku 55 p.n.e. wysłany przez Cezara podporządkował jego władzy plemiona celtyckie — Morynów i Menapiów. Podczas drugiej wyprawy Cezara do Brytanii pozostał jako jego zastępca w Galii na czele 3 legionów i 2000 jazdy. Sprawnie przeprowadził wiele operacji wojennych np. zimą 54—53 p.n.e. przeciwko Trewerom, którzy zaatakowali jego obóz położony w kraju Remów i ponieśli klęskę. Podczas powstania Galów pod wodzą Wercyngetoryksa w 52 p.n.e. Cezar, rozdzielając swe siły, powierzył Labienusowi dowództwo nad czterema legionami (IV, VI, VII, XII) oraz połową jazdy dając mu rozkaz pacyfikacji Senonów i Paryzjów. Podczas tych działań pokonał ich w bitwie pod Lutecją (obecnie Paryż). 
Kiedy Cezar wracał do swej prowincji — Galii Przedalpejskiej, by śledzić sytuację w Rzymie, Labienus był głównodowodzącym wojsk rzymskich stacjonujących na terenie Galii. Kiedy Cezar rozpoczął wojnę domową Labienus stanął po stronie Gnejusza Pompejusza Wielkiego. Był jednym z autorów sukcesu Pompejańczyków w starciu z Cezarem pod Dyrrachium (48 p.n.e., obecnie Durres w Albanii). Brał udział w bitwie pod Farsalos jako jeden z głównych doradców Pompejusza znający bardzo dobrze taktykę Cezara (48 p.n.e.). Po przegranej bitwie zbiegł do Afryki. Tu wraz z Kwintusem Cecyliuszem Metellusem (Quintus Caecilius Metellus Pius Scipio) dowodził w bitwie pod Thapsus (46 p.n.e.), gdzie poniósł klęskę. Ponownie ratował się ucieczką przed zemstą Cezara. W Hiszpanii wraz z Gnejuszem Pompejuszem Młodszym przygotował armię (13 legionów) i wyruszył przeciwko legatom Cezara Kwintusowi Fabiuszowi Maksimusowi oraz Kwintusowi Pediuszowi. Podczas bitwy pod Mundą (45 p.n.e.) został zabity przez zwycięskich legionistów Cezara. 
Labienus był jednym z najzdolniejszych wodzów Cezara. Powierzał mu on najtrudniejsze zadania, jak np. stłumienie powstania Trewerów, potężnego i bogatego plemienia zamieszkującego tereny Galii belgijskiej, czy stłumienie powstania koalicji Senonów, Paryzjów i innych ludów doliny Sekwany, zakończonego ich klęską w bitwie pod Lutecją. Podczas podboju Galii Labienus niejednokrotnie dowodził samodzielnie korpusami złożonymi z kilku legionów, formowanymi dla stłumienia poważniejszych rozruchów wywoływanych przez plemiona galijskie. Jako stronnik Pompejusza podczas wojny domowej dał się poznać jako jeden z najważniejszych jego doradców, będąc wytrawnym znawcą taktyki Cezara, jak i posiadając wiedzę o stanie jego armii. 
Jego synem był Kwintus Labienus.